# Accidentul aviatic de la Cugir din 1964

Imagini ale epavei avionului prăbușit

La 9 octombrie 1964 a avut loc un grav accident aviatic în regiunea Cugir, când un avion TAROM, ce efectua o cursă de linie pe ruta Timișoara - București, s-a prăbușit pe un deal din zona acestui oraș.
Aparatul de zbor era de tip IL-14 și decolase de pe Aeroportul Internațional Traian Vuia din Timișoara, urmând să meargă pe traseul: Timișoara - Deva - Curtea de Argeș - București.
Pe baza informațiilor meteorologice, pilotul schimbă planul de zbor, având și acordul Centrului de Dirijare a Zborurilor din incinta Aeroportului Băneasa.
Accidentul s-a soldat cu 31 de victime.
Anchetele efectuate de către Ministerul Forțelor Armate și respectiv TAROM au ajuns la concluzia că vinovatul este pilotul care a dirijat avionul într-o zonă nesigură, lucru care a condus la avarierea acestuia.
Printre victimele acestui accident se numără:
- Constantin Georgescu (inginer, angajat al Institutului de Cercetări Științifice de pe lângă Ministerul Transporturilor)
- Arnold Grün (redactor în cadrul Societății Române de Radiodifuziune)
- Gheorghe Vegescu (inginer-șef în cadrul serviciului apelor regiunii Banat)
- Liviu Ursulescu (medic, directorul Spitalului Făget)
- Ștefan Popovici (șeful depozitului Competrol Timișoara)
- Nicolae Cătău (proiectant la Institutul de Studii și Proiectări Hidro-Energetice București).

În luna iunie a aceluiași an (1964), Compania TAROM a mai pierdut un avion care asigura cursa regulată Iași - Bacău, dar în aces caz nu s-au întegistrat victime.
Tot în zona orașului Cugir a mai avut loc un accident aviatic la 16 aprilie 1944, când s-a prăbușit un bombardier american.